# Vrijheidsbeeld (Heemstede)
Het Vrijheidsbeeld is een monument in Heemstede op de Vrijheidsdreef in het wandelbos Groenendaal.
Het beeld, officieel getiteld Een vrouw die haar boeien slaakt, is gemaakt door Mari Andriessen om 45 Heemstedenaren te herdenken die waren omgekomen in de Tweede Wereldoorlog. Aan de voet van het monument staat de inscriptie: 1940 - 1945, met daarop ingegrift de namen van 45 Heemsteedse oorlogsslachtoffers.
Het staat op de plaats waar eind 1939 een gedenkteken was onthuld ter gelegenheid van het veertigjarig jubileum van de regering van koningin Wilhelmina. In 1941 was dit beeld door de Duitse bezetters vernietigd om al te Oranje sentimenten te smoren.